# 米爾巴赫河 (基姆湖，特勞恩施泰因縣)
47°52′58″N 12°23′37″E / 47.88280°N 12.39360°E

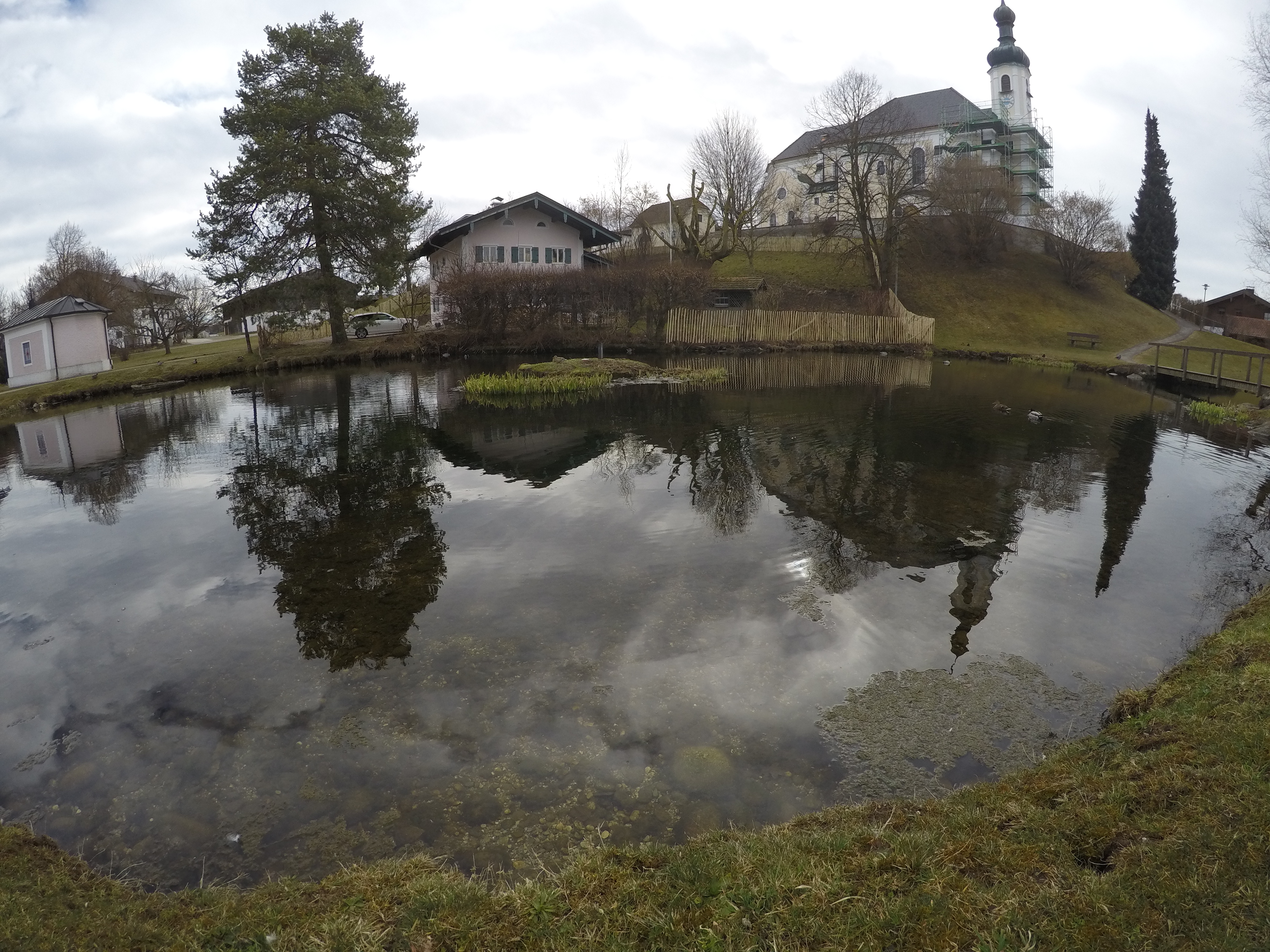

米爾巴赫河是德國的河流，位於該國東南部，由巴伐利亞負責管轄，屬於阿爾茨河的支流，河道全長4公里，流經特勞恩施泰因縣，最終注入基姆湖。